# بافت پوششی تنفسی
بافت پوششی تنفسی یا اپی‌تلیوم تنفسی یک نوع بافت پوششی است که بخش عمده حفره‌های بینی و بخش هدایتی سیستم تنفسی را مفروش می‌کند. این بافت پوششی به منظور مرطوب کردن و حفاظت از راه‌های هوایی به کار می‌رود. این بافت پوششی همچنین به عنوان یک سد در برابر عوامل بیماری‌زا (پاتوژن) و ذرات خارجی از ایجاد عفونت و آسیب بافتی جلوگیری می‌کند.

## دسته‌بندی و ساختار
بافت پوششی تنفسی اغلب تحت عنوان بافت پوششی استوانه‌ای مطبق دروغین مژک‌دار دسته‌بندی می‌شود. این دسته‌بندی و نام‌گذاری به علت وجود سلول‌های پوششی مختلف به‌کاررفته در ساختار این پوشش می‌باشد. در حالی که همهٔ این سلول‌ها روی بک غشای پایه‌ای (Basement Membrane) قرار دارند، اما به علت اینکه هسته این سلول‌ها در سطوح مختلفی قرار می‌گیرند و هم‌سطح هم نیستند، با وجود یک‌لایه بودن، چندلایه متعدد به نظر می‌رسند. به همین دلیل نیز مطبق دروغین نامیده می‌شود.
این بافت پوششی شامل پنج نوع سلول است که همهٔ آن‌ها روی یک غشای پایه‌ای کلفت قرار دارند:
- سلول‌های استوانه‌ای مژکدار (Ciliated Columnar Cells):

فراوان‌ترین نوع سلول هستند. هر کدام دارای ۲۵۰–۳۰۰ مژه در سطح راسی خود هستند.
- سلول‌های جامی (Goblet Cells):

میزان آن‌ها در برخی نواحی بافت پوششی تنفسی فراوان است. این سلول‌ها دارای هستهٔ قاعده‌ای و قسمت راسی این سلول‌ها دارای گرانول‌های گلیکوپروتئینی موسینی است.
- سلول‌های مسواکی (Brush Cells):

سلول‌های استوانه‌ای هستند که تعداد آن‌ها اندک است و در سطح راسی کوچک آن‌ها تعداد زیادی میکروویلی کوتاه و کلفت دیده می‌شود. سلول‌های مسواکی برخی از ترکیبات انتقال سیگنال را مشابه با سلول‌های چشایی بیان می‌کنند و در سطح قاعده‌ای خود پایانه‌های عصبی آوران دارند و به نظر می‌رسد که گیرنده‌های حسی شیمیایی (chemosensory receptor) باشند.
- سلول‌های گرانول‌دار کوچک (Small Granule Cells) یا سلول‌های کولچیتسکی (Kulchitsky):

سلول‌هایی هستند که به سختی در روش‌های معمول آماده‌سازی قابل تشخیص می‌باشند، اما تعدادی گرانول به قطر ۳۰۰–۱۰۰ نانومتر با مرکزی متراکم دارند.
- سلول‌های پایه‌ای (Basal Cells): سلول‌های بنیادی و اجدادی فعال از نظر تقسیم میتوزی می‌باشند که به انواع دیگر سلول‌های بافت پوششی رشد و تمایز می‌یابند.